# Michel Bercovitch
Michel Bercovitch (Rio de Janeiro, 21 de novembro de 1966) é um ator, diretor e produtor brasileiro com trabalhos no teatro, cinema e televisão.

## Biografia
Fez seus primeiros estudos de teatro em 1982 com Miguel Falabella onde participou de diversas montagens do TACA (Teatro Amador do Colégio Andrews).
Frequentou os cursos de Carlos Wilson, no Tablado em 1986, e ali atuou, no papel de Hänschen Rilow, em O despertar da primavera, de Frank Wedekind, dirigido por Cacá Mourthé, tendo participado, de Quatro meninas, adaptação teatral do romance Little Women de Louise May Alcott, Odisseia, de Homero, e Van Gogh, de João Uchoa, no Teatro dos Quatro, todas dirigidas por Carlos Wílson.
Em 1988, atuou em Camaleão na lua, de Maria Clara Machado. No ano seguinte, integrou o elenco de Os doze trabalhos de Hércules, adaptação da obra de Monteiro Lobato.
Em 1989-1990, esteve matriculado no Programa para Estudantes Estrangeiros da Universidade de Tel Aviv, onde fez cursos de teatro e literatura dramática, entre outros. De volta ao Rio, atuou em Romeu e Julieta, de William Shakespeare que comemorava os quarenta anos do Tablado.
Em 1992, foi, juntamente com Marcelo Serrado, Oberdan Junior e Selton Mello, produtor de Os meninos da Rua Paulo, de Ferenc Molnar, dirigida por Ricardo Kosovsky. Professor de teatro desde 1990, no Colégio Divina Providência, em seguida no Teatro de Bolso (1991), no Teatro Ipanema (1992-1993), no Café-Teatro Othon (1993), no Centro Laban de Artes do Movimento, e também na Oficina de Artes.
Em 1993, dirigiu montagem experimental de Sonho de uma noite de verão, de William Shakespeare, foi assistente de direção de Antônio Abujamra em O inferno são os outros (Huis clos), de Jean-Paul Sartre.
Em 1994 estreou com Felipe Martins a co-direção de O despertar da primavera, de Frank Wedekind.
Em 1995 e 96 dirigiu no projeto Prática 95 os seguintes espetáculos: O beijo no asfalto de Nelson Rodrigues, O pagador de promessas, de Dias Gomes e Sonho de uma noite de verão, de Shakespeare. Recebeu onze indicações ao Prêmio Festival de Teatro do Rio de Janeiro.
Em 1996, atuou no espetáculo O jovem Törless, de Robert Musil, dirigido por Ivone Hofmann. Nesse mesmo ano, fundou a Companhia Prática de Teatro, e o espaço Aquário, espaço cultural. A Companhia estreou O despertar da primavera em 1996, no Teatro Ipanema.
Em 1997, dirigiu Nossa cidade, de Thorton Wilder e Titus Andronicus, de Shakespeare.
Em 1998, dirigiu e atuou na montagem da peça Muito barulho por nada, de Shakespeare. Em televisão, participou das novelas Perigosas Peruas e O Rei do Gado, e na minissérie Chiquinha Gonzaga, da TV Globo. Também participou como ator do filme “Woman on Top”, com direção de Fina Torres e produção da Fox. Em 1999 dirigiu o espetáculo O zelador, de Harold Pinter, foi indicado ao Prêmio Shell de melhor diretor e ganhou o Prêmio Bravo! - Revelação 99.
Em 2001, estreou Viagem ao centro da Terra, espetáculo itinerante no qual trabalhou como diretor-assistente. O espetáculo foi vencedor na categoria especial do Prêmio Shell neste ano. Colocou em cartaz no Teatro Ipanema e em seguida no Teatro Gláucio Gill, a direção e produção do espetáculo infantil As Aventuras de Tom Sawyer. O espetáculo recebeu os prêmios Maria Clara Machado de Teatro infantil de melhor adaptação, melhor atriz e melhor espetáculo,.
Em 2002 atuou no filme “Lost Zweig” , de Silvio Back e integrou o elenco de Casa de Boneca, de Ibsen, com direção de Aderbal Freire-Filho. Dirigiu a peça Reveillon, de Flávio Márcio, e o novo espetáculo infantil da Cia Prática de Teatro, A Jornada do Rei Artur.
Em 2003 esteve em cartaz como ator no espetáculo Zastrozzi, de George Walker, dirigido por Daniel Herz, Selton Mello e Natália Lage e também com a direção de O cara que dançou comigo, de Mário Bortolotto.
Em 2004, dirigiu as montagens de Assim é se lhe Parece, de Luigi Pirandello e Jogos de Massacre, de Eugène Ionesco, além de participar da turnê nacional de O Zelador.
Em 2005, estreou em seu primeiro longa metragem, Cabra-cega de Toni Venturi, grande vencedor do Festival de Brasília. Filmou Desafinados, de Walter Lima Junior, no papel de Leon. Em 2005 participou do grande sucesso de Walcyr Carrasco, a novela Alma Gêmea, no papel de Ciro. Também em 2005 dirigiu a peça "Jogos na hora da sesta", de Roma Mahieu, que cumpriu temporada no Teatro do Leblon. Está em cartaz com o espetáculo, O Beijo no Asfalto, de Nelson Rodrigues, na casa de Cultura Laura Alvim, comemorando os dez anos da Companhia Prática de Teatro.
Em 2007 integrou o elenco das novelas Paixões Proibidas da TV Bandeirantes e de Beleza Pura da Rede Globo.

## Carreira

### Na televisão
| Ano       | Título                   | Personagens     | Notas                                  |
| --------- | ------------------------ | --------------- | -------------------------------------- |
| 2003      | Carga Pesada             | Luiz            | Episódio: "A Grande Viagem"            |
| 2005      | Alma Gêmea               | Ciro            |                                        |
| 2006      | Floribella               | Juiz            |                                        |
| 2007      | Paixões Proibidas        | Samuel Goldberg |                                        |
| 2008      | Beleza Pura              | Celso Torres    |                                        |
| 2008      | Os Óculos de Pedro Antão | Pedro Antão     |                                        |
| 2009      | A Grande Família         | Caíque          | Episódio: "Se o Meu Terapeuta Falasse" |
| 2009      | Cinquentinha             | Médico          |                                        |
| 2010      | S.O.S. Emergência        | —               | Episódio: "Dos Males, a Menor"         |
| 2010      | Escrito nas Estrelas     | Marcelo Estrada |                                        |
| 2011      | Morde & Assopra          | John Lewis      |                                        |
| 2012      | Amor Eterno Amor         | Eduardo         |                                        |
| 2014      | Milagres de Jesus        | Acácio          | Episódio: A Cura do Servo do Centurião |
| 2014      | A Segunda Vez            | Marcos Rezende  |                                        |
| 2017      | Apocalipse               | Jesus           | Participação na visão de João          |
| 2017      | Pega Pega                | Sidney Lopes    |                                        |
| 2018      | Jesus                    | José            |                                        |
| 2018-2019 | O Mecanismo              | Lúcio Leme      | 7 episódios                            |
| 2019      | Impuros                  | Frank Smith     | 10 episódios                           |

### Cinema
| Ano  | Título                          | Personagem            |
| ---- | ------------------------------- | --------------------- |
| 2020 | Modo Avião                      | Inácio                |
| 2016 | Nise: O Coração da Loucura      | Dr. César             |
| 2014 | Getúlio                         | Tancredo Neves        |
| 2013 | O Inventor de Sonhos            | Jean Louis            |
| 2011 | Uma Professora Muito Maluquinha | Pai do Luisinho       |
| 2010 | De Pernas pro Ar                | Joca (João Carlos)    |
| 2006 | Os Desafinados                  | Leon                  |
| 2004 | Cabra-Cega                      | Pedro                 |
| 2002 | Lost Zweig                      | Rabbi Koning          |
| 2000 | Woman on Top                    | Estudante da Academia |

### No teatro
- 2009 - "Confronto" , dir. Domingos Oliveira
- 2009 - "Gorda", texto de Neil Labute, direção de Daniel Veronese
- O Beijo no Asfalto